# Коломбара (Виченца)
Коломбара је насеље у Италији у округу Виченца, региону Венето.
Према процени из 2011. у насељу је живело 170 становника. Насеље се налази на надморској висини од 339 м.